# Amastris dissimilis
Amastris dissimilis är en insektsart som beskrevs av Broomfield 1976. Amastris dissimilis ingår i släktet Amastris och familjen hornstritar. Inga underarter finns listade i Catalogue of Life.